# Seznam českých národních plemen
Seznam českých národních plemen uvádí plemena některých druhů zvířat (slepic, hus, holubů, králíků, nutrií, ovcí, koz, hovězího dobytka, prasat, koní a psů), která jsou výsledkem dlouhodobého šlechtění na území Česka. Rozvoj národních plemen je podporován také grantovými programy Evropské unie.[zdroj?]

## Česká národní plemena slepic
- Česká slepice zlatá kropenatá (Česká zlatá kropenka, Češka)
- Šumavanka

## Česká národní plemena hus
- Česká husa
- Česká husa chocholatá

## Česká národní plemena holubů

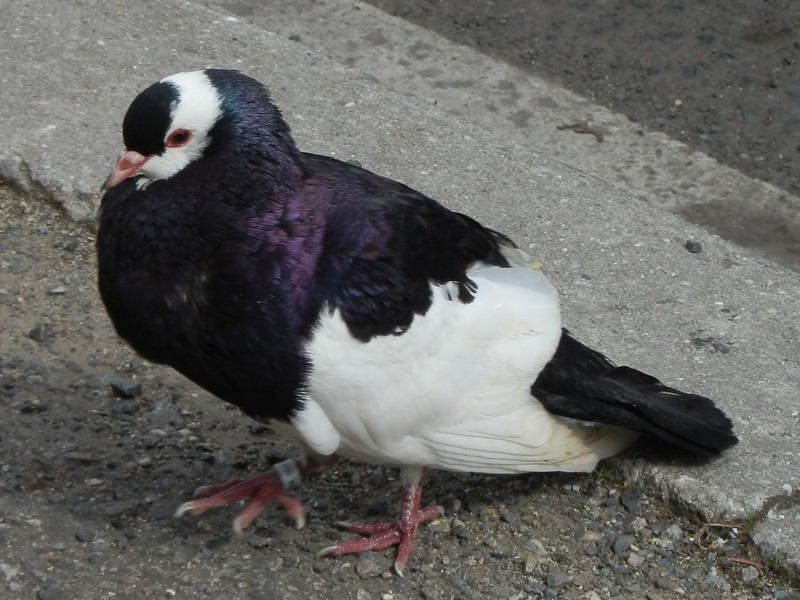
Český stavák sedlatý černý

Viz 
- Benešovský holub
- Brněnský voláč
- Česká bagdeta
- Česká čejka
- Česká lyska
- Český bublák
- Český holub
- Český rejdič

- Český stavák
- Český voláč
- Hanácký voláč
- Moravská bagdeta
- Moravský bělohlávek
- Moravský morák
- Moravský pštros
- Moravský voláč
- Ostravská bagdeta
- Prácheňský káník
- Pražský rejdič krátkozobý
- Pražský rejdič středozobý
- Rakovnický kotrlák
- Slezský barevnohlávek
- Slezský voláč

## Česká národní plemena králíků
- Český albín
- Český červený králík
- Český černopesíkatý
- Český luštič
- Český strakáč
- Moravský bílý hnědooký
- Moravský modrý králík

## Česká národní plemena nutrií
- Český typ standardní nutrie
- Moravská stříbrná nutrie
- Přeštická nutrie

## Česká národní plemena ovcí
- Šumavská ovce
- Valašská ovce

## Česká národní plemena koz
- Bílá (bezrohá) krátkosrstá koza
- Hnědá (bezrohá) krátkosrstá koza

## Česká národní plemena hovězího dobytka
- Česká červinka
- Český strakatý skot (Český strakatý hovězí dobytek)

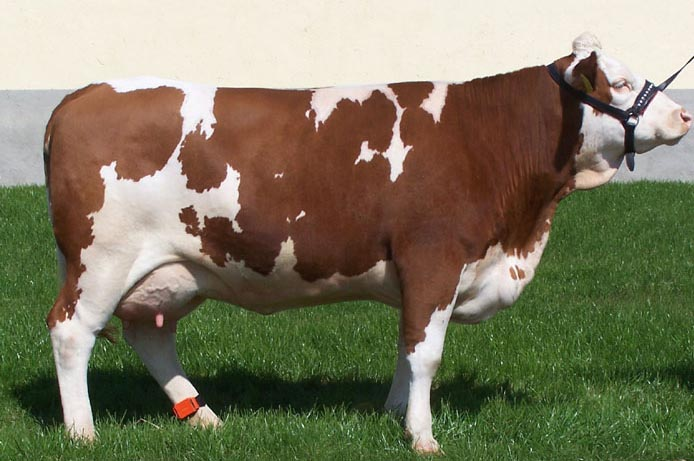
Kráva plemene český strakatý skot
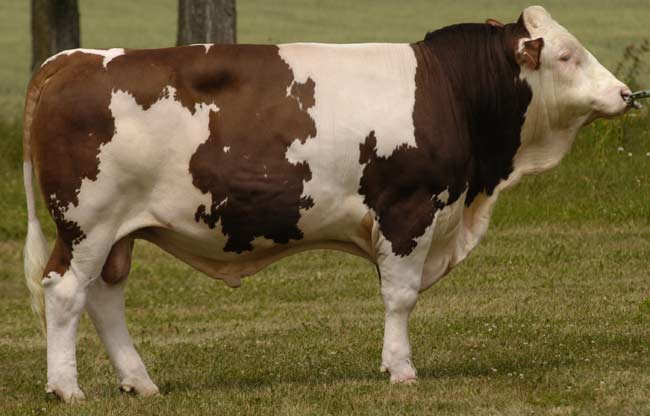
Býk plemene český strakatý skot

## Česká národní plemena prasat
- Přeštické černostrakaté prase

## Česká národní plemena koní

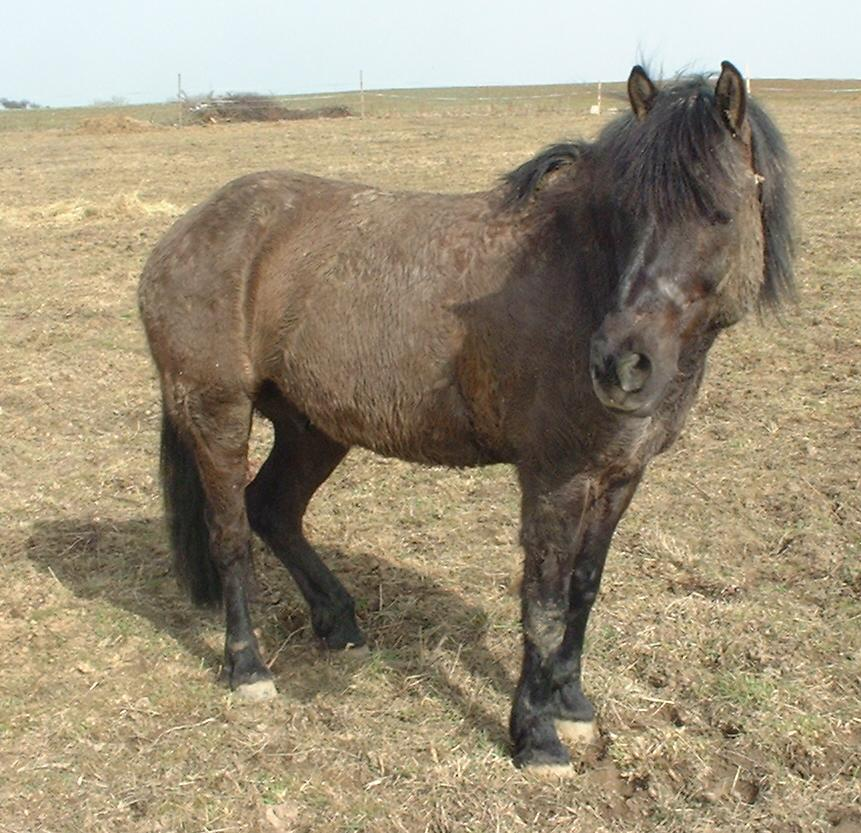
Hucul

- Český teplokrevník
- Moravský teplokrevník
- Českomoravský belgický kůň
- Huculský kůň
- Starokladrubský kůň
- Slezský norik
- Kinský kůň

- Hucul

## Česká národní plemena psů
- † Beskydský bundáš
- Český fousek
- Český horský pes
- Český strakatý pes (dříve Horákův laboratorní pes)
- Český teriér
- Chodský pes
- Pražský krysařík
- Československý vlčák (po rozdělení Československa patronát v rámci FCI převzalo Slovensko, kynologické organizace obou nástupnických států však československého vlčáka řadí mezi svá národní plemena[2] )

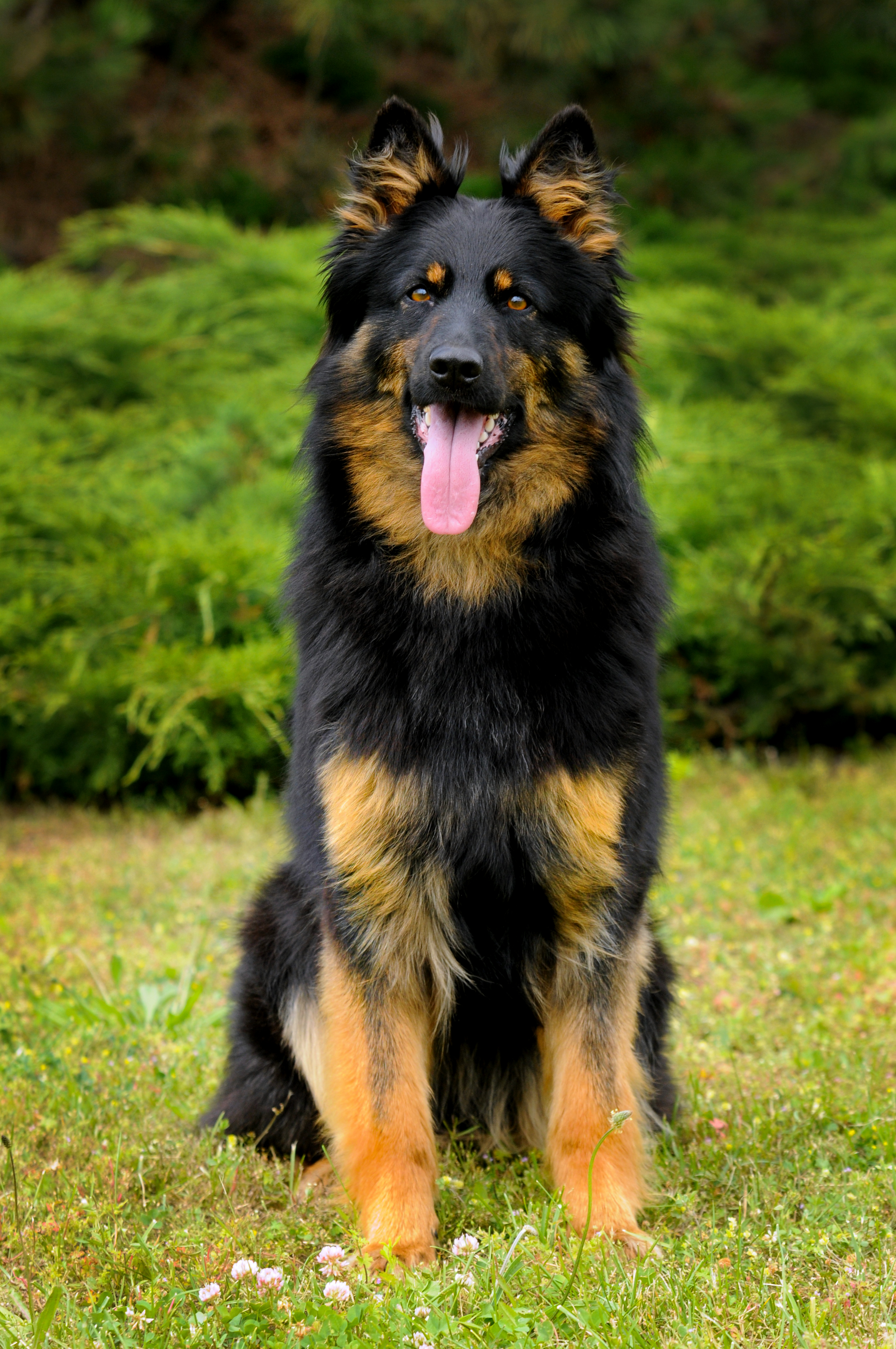
Chodský pes
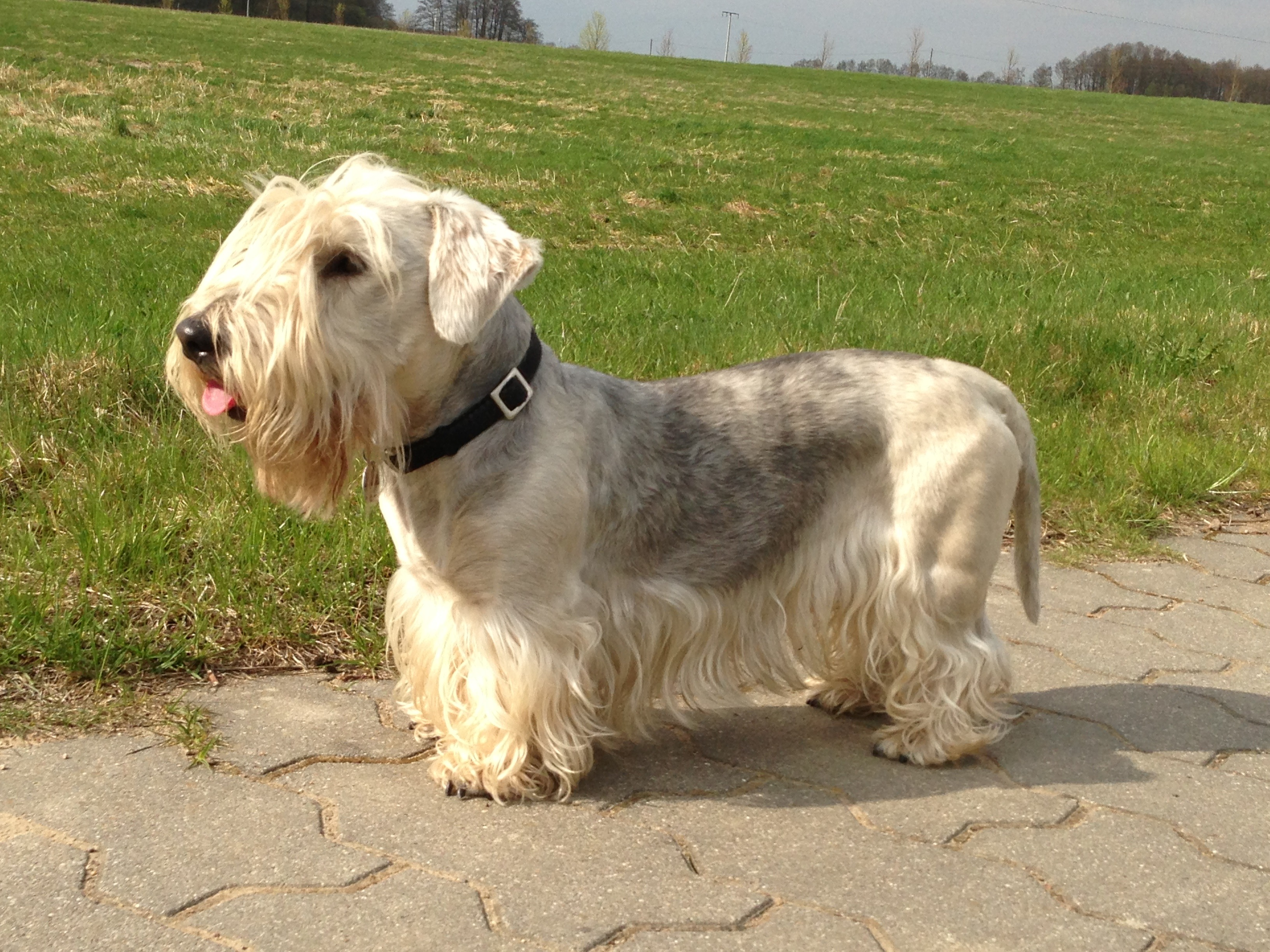
Český teriér
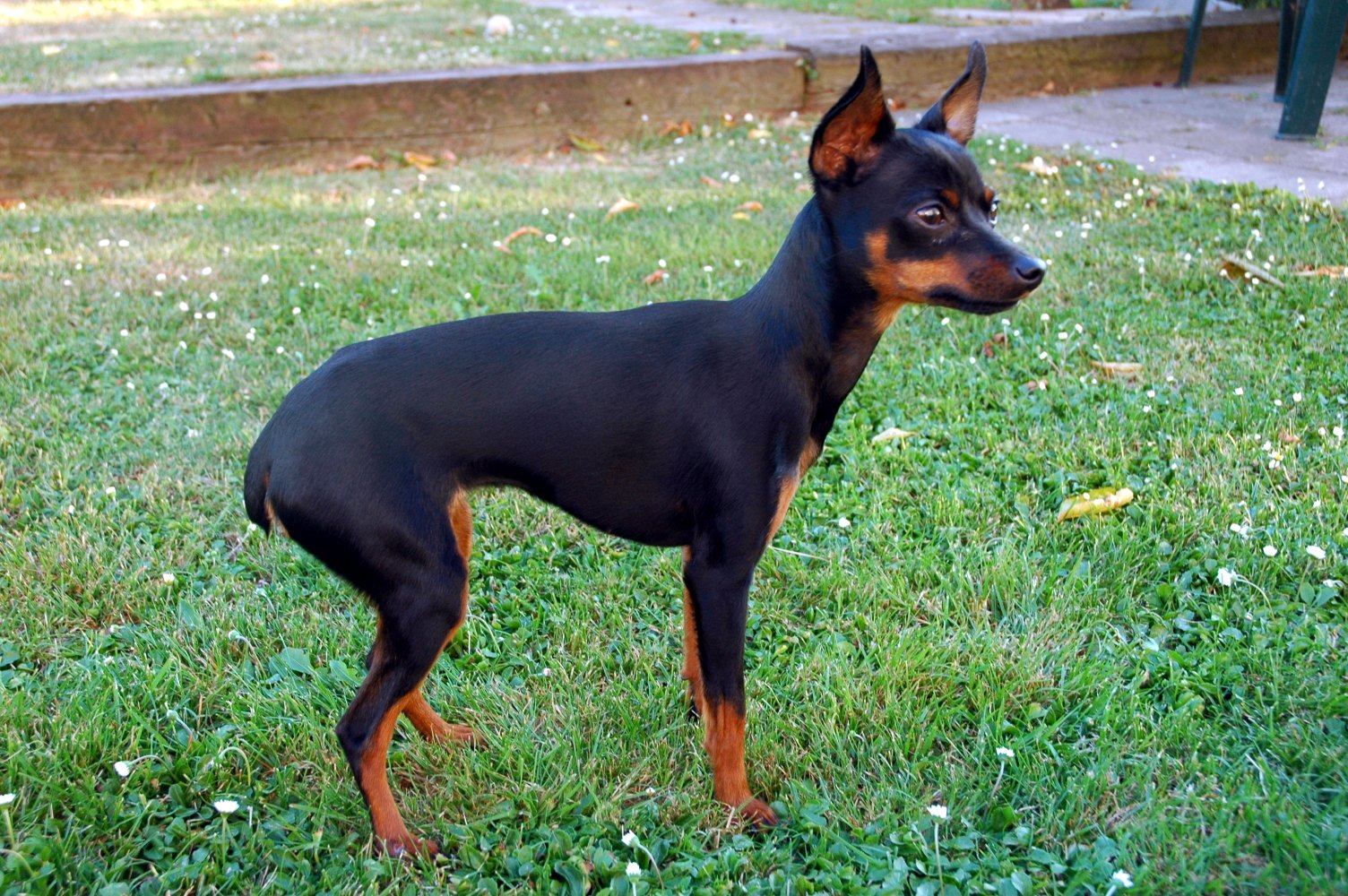
Pražský krysařík
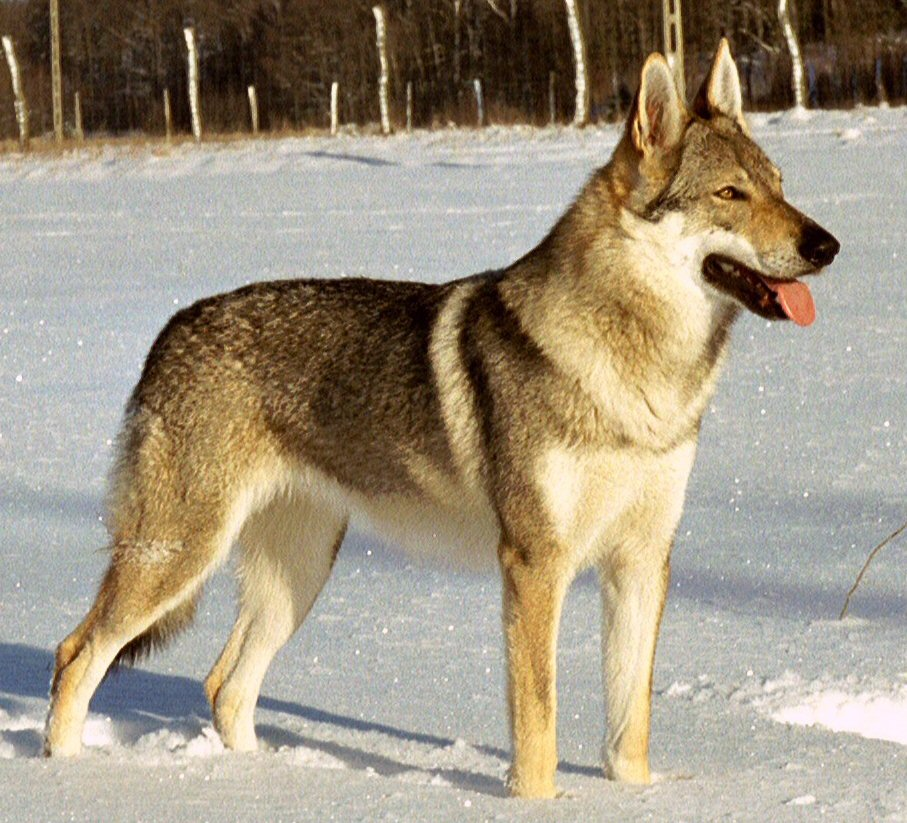
Československý vlčák